# Fedt (dokumentarfilm)
 For alternative betydninger, se Fedt (flertydig). (Se også artikler, som begynder med Fedt)
Fedt er en dansk dokumentarfilm fra 2006 instrueret af Ebbe Nyvold efter eget manuskript. Filmen er en undervisningsfilm for folkeskolens ældste klasser, der først og fremmest rettet mod biologiundervisningen.

## Handling
Fedt er nødvendigt for at leve. Folk har fedt på kroppen og spiser fedt. Filmen gennemgår, hvordan fedt fungerer i kroppen, og hvordan det påvirker menneskers adfærd. Den behandler sammenhængen mellem fedt og fedme, blandt andet som et resultat af, at det moderne menneske slæber rundt på fortidens livsbetingelser. Følgende emner gennemgås i filmen, blandt andet ved hjælp af instruktive animationer: fedtstof, celler, fordøjelse, stofskifte, adfærd og gener. Desuden fortæller fire unge om deres egne og omgivelsernes reaktion på at leve og kæmpe med fedme.